# Nahomi Kawasumiová
Nahomi Kawasumiová (japonsky 川澄 奈穂, * 23. září 1985 Jamato) je japonská fotbalistka.

## Reprezentační kariéra
Za japonskou reprezentaci v letech 2008 až 2018 odehrála 90 reprezentačních utkání. Byla členkou japonské reprezentace i na Mistrovství světa ve fotbale žen 2011, 2015 a Letních olympijských hrách 2012.

## Statistiky
| Japonsko | Japonsko | Japonsko |
| Roky     | Záp.     | Góly     |
| -------- | -------- | -------- |
| 2008     | 1        | 0        |
| 2009     | 2        | 0        |
| 2010     | 7        | 0        |
| 2011     | 13       | 6        |
| 2012     | 16       | 3        |
| 2013     | 11       | 3        |
| 2014     | 17       | 6        |
| 2015     | 11       | 1        |
| 2016     | 4        | 1        |
| 2017     | 0        | 0        |
| 2018     | 8        | 0        |
| Celkem   | 90       | 20       |

## Úspěchy

### Reprezentační
- Letní olympijské hry:  2012
- Mistrovství světa:  2011;  2015
- Mistrovství Asie:  2014, 2018;  2008, 2010